# BeNeLux Big Five Division 2000
La BeNeLux Big Five Division 2000 è stato  un campionato di football americano.

## Squadre partecipanti
| Club              | Città     | Stadio | Sponsor ufficiale | Risultato nella stagione 1999 |
| ----------------- | --------- | ------ | ----------------- | ----------------------------- |
| Antwerp Diamonds  | Anversa   |        |                   |                               |
| Brussels Angels   | Bruxelles |        |                   |                               |
| Rotterdam Trojans | Rotterdam |        |                   |                               |
| Tournai Cardinals | Tournai   |        |                   |                               |

## Stagione regolare

### Calendario

#### 1ª giornata
| Anversa 27 febbraio 2000, ore 14:00 | Antwerp Diamonds | 6 – 32 referto | Rotterdam Trojans |  |

| Tournai 27 febbraio 2000, ore 14:00 | Tournai Cardinals | 12 – 8 referto | Brussels Angels |  |

#### 2ª giornata
| Rotterdam 5 marzo 2000, ore 14:00 | Rotterdam Trojans | 35 – 8 referto | Brussels Angels |  |

#### 3ª giornata
| Bruxelles 12 marzo 2000, ore 14:00 | Brussels Angels | 12 – 8 referto | Tournai Cardinals |  |

#### 4ª giornata
| Anversa 26 marzo 2000, ore 14:00 | Antwerp Diamonds | 6 – 14 referto | Brussels Angels |  |

#### 5ª giornata
| Tournai 9 aprile 2000, ore 14:00 | Tournai Cardinals | - – - (annullata) referto | Rotterdam Trojans |  |

#### 6ª giornata
| Rotterdam 16 aprile 2000, ore 14:00 | Rotterdam Trojans | 50 – 0 (a tavolino) referto | Tournai Cardinals |  |

#### 7ª giornata
| Rotterdam 23 aprile 2000, ore 15:00 | Rotterdam Trojans | 20 – 0 referto | Antwerp Diamonds |  |

#### 8ª giornata
| Charleroi 30 aprile 2000, ore 13:00 | Brussels Angels | 12 – 18 referto | Rotterdam Trojans |  |

| Tournai 30 aprile 2000, ore 14:00 | Tournai Cardinals | 0 – 50 (a tavolino) referto | Antwerp Diamonds |  |

#### 9ª giornata
| Bruxelles 7 maggio 2000, ore 14:00 | Brussels Angels | 18 – 24 referto | Antwerp Diamonds |  |

#### 10ª giornata
| Anversa 14 maggio 2000, ore 14:00 | Antwerp Diamonds | 50 – 0 (a tavolino) referto | Tournai Cardinals |  |

### Classifica
La classifica della regular season è la seguente:
- PCT = percentuale di vittorie, G = partite giocate, V = partite vinte,  P = partite perse, PF = punti fatti, PS = punti subiti

| Pos. | Squadra           | PCT   | G | V | N | P | PF  | PS |
| ---- | ----------------- | ----- | - | - | - | - | --- | -- |
| 1    | Rotterdam Trojans | 1.000 | 5 | 5 | 0 | 0 | 155 | 26 |
| 2    | Brussels Angels   | .250  | 4 | 1 | 0 | 3 | 52  | 83 |
| 3    | Antwerp Diamonds  | .250  | 4 | 1 | 0 | 3 | 36  | 84 |
| -    | Tournai Cardinals | .333  | 3 | 1 | 0 | 2 | 20  | 70 |

## Playoff

### Tabellone
|  | Semifinali | Semifinali       | Semifinali |                  |    | Benelux Bowl      | Benelux Bowl | Benelux Bowl |  |
|  |            |                  |            |                  |    |                   |              |              |  |
|  | 2          | Brussels Angels  | 0          |                  |    |                   |              |              |  |
|  | 2          | Brussels Angels  | 0          |                  |    |                   |              |              |  |
|  | 3          | Antwerp Diamonds | 24         |                  |    |                   |              |              |  |
|  | 3          | Antwerp Diamonds | 24         |                  | 1  | Rotterdam Trojans | 18           |              |  |
|  |            |                  |            |                  | 1  | Rotterdam Trojans | 18           |              |  |
|  |            |                  | 3          | Antwerp Diamonds | 15 |                   |              |              |  |
|  |            |                  | 3          | Antwerp Diamonds | 15 |                   |              |              |  |
|  |            |                  |            |                  |    |                   |              |              |  |
|  |            |                  |            |                  |    |                   |              |              |  |

### Semifinale
| Bruxelles 21 maggio 2000, ore 14:00 | Brussels Angels | 0 – 24 referto | Antwerp Diamonds |  |

### Benelux Bowl
| Arnhem 4 giugno 2000, ore 14:00 | Rotterdam Trojans | 18 – 15 referto | Antwerp Diamonds |  |

## Verdetti
- Rotterdam Trojans Campioni del Benelux 2000